# Roland Herrmann (Schauspieler)
Roland Herrmann (* 3. November 1967 in Liestal) ist ein Schweizer Schauspieler und Sänger.

## Leben
Roland Herrmann wuchs in Reigoldswil auf. Schon früh interessierte er sich für die Schauspielerei. Noch während der Berufslehre belegte er Kurse für Schauspiel, Ballett und Gesang. Später liess er sich auch in Regie und Schauspiel weiterbilden, unter anderem in Basel, Berlin und Los Angeles. Den nationalen Durchbruch feierte er ab 1996 in der Satiresendung Café Bâle an der Seite von Charlotte Heinimann, Dominique Lendi und Rinalda Caduff, wo er den rüpelhaften Kellner Kurt darstellte. Dazwischen spielte er von 2001 bis 2004 auch eine Rolle in der Soap Lüthi und Blanc als rechtsextremer Leutnant Paul Nyffenegger. Im Jahr 2005 verliess er das Team von Café Bâle aus Solidarität zu den beiden Schauspielerinnen Charlotte Heinimann und Dominique Lendi, deren Verträge nicht verlängert wurden.
Seit 1995 gehört Herrmann zum Ensemble des Theaters Fauteuil in Basel. Zudem ist er bei diversen Vorfasnachtsveranstaltungen an der Basler Fasnacht aktiv tätig. Ebenso trat und tritt er in diversen Musicals wie Dällebach Kari, Titanic oder Anna Göldi auf diversen Openair-Bühnen in der Schweiz auf. 
Roland Herrmann ist verheiratet und Vater von Zwillingen (* 2013).

## Filmografie (Auswahl)
- 1996–2005: Café Bâle (Fernsehserie)
- 2001–2004: Lüthi und Blanc (Fernsehserie)
- 2007: Pfadfinder der Film
- 2008: Welthund
- 2015–2016: Im Heimatland (Fernsehserie)
- 2016: Thirst for Victory

## Theater (Auswahl)
- 1995: My Fair Lady
- 1996: Demokrat Läppli
- 2000: Der Talisman
- 2007: Some Like It Hot
- 2008: Ein Sommernachtstraum
- 2009: Der Räuber Hotzenplotz[5]
- 2010: Das tapfere Schneiderlein
- 2012: Dällebach Kari – Das Musical
- 2014: Ein seltsames Paar
- 2015: Im weissen Rössl
- 2015: Titanic – Das Musical
- 2017: Anna Göldi – Das Musical
- 2018: My Sohn nimm Platz
- 2018: Polizeiruf 117
- 2018: Stärnestaub - Musical
- 2019: Pfyfferli
- 2019: Copacabana - Musical
- 2019: HD-Soldat Läppli
- 2020: Pfyfferli
- 2025: Ungeheuerlich